# Dicranomyia rostrotruncata
Dicranomyia rostrotruncata är en tvåvingeart som först beskrevs av Alexander 1979.  Dicranomyia rostrotruncata ingår i släktet Dicranomyia och familjen småharkrankar.
Artens utbredningsområde är Ecuador. Inga underarter finns listade i Catalogue of Life.